# Dvory nad Lužnicí
Pour les articles homonymes, voir Dvory.
Dvory nad Lužnicí (en allemand : Beinhöfen) est une commune du district de Jindřichův Hradec, dans la région de Bohême-du-Sud, en République tchèque. Sa population s'élevait à 352 habitants en 2020.

## Géographie
Dvory nad Lužnicí est arrosée par la rivière Lužnice et se trouve à 11 km au nord-ouest de Gmünd (Autriche), à 34 km au nord-nord-est de Jindřichův Hradec, à 34 km à l'est-sud-est de České Budějovice et à 141 km au sud-sud-est de Prague.
| - OpenStreetMap Limite communale. |

La commune est limitée par Suchdol nad Lužnicí au nord, par Halámky à l'est, par Nová Ves nad Lužnicí à l'est et au sud-est, et par Nové Hrady au sud-ouest et par Hranice à l'ouest.

## Histoire
La première mention écrite du village date de 1499.